# Юсуф Кадыр-хан
Юсуф Кадыр-хан (ум. в 1033 году) (чагат. يوسف قادر خان‎) — правитель и великий каган Караханидского каганата из хасанидской ветви династии Караханидов, правивших в Баласагуне и Кашгарии. В сочинение Абу Са'ида Гардизи под названием "Зайн аль-ахбар" его называют "правителем всего Туркестана и его Великим ханом".

## Биография
Согласно сведениям арабского историка Ибн аль-Таира правители из династии Караханидов были правоверными мусульманами которые не пили вина, сражались за веру и покровительствовали науке. В частности газневидский историк Гардизи также отмечал что Юсуф Кадыр-хан не пил вина.
Будучи правителем Кашгара, в 1007-м году Юсуф Кадыр-хан захватил и уничтожил государство Хотан за что видимо и удостоился титула "гази" или "борца за веру" точно также и как и его братья во главе с их отцом Харун Богра-ханом падшие смертью шахидов.
В 1025-м году в Самарканде состоялась встреча между Султаном Махмудом из Газны и Юсуф Кадыр-ханом из Кашгара, где караханидский хакан ставил цель заключения союза с газневидами для борьбы со своим братом Али-тегином и тем самым стать единоличным правителем государства Караханидов. Также Юсуф Кадыр-хан отправлял своих послов к императору Ляо для увелечиния своего статуса и престижа в регионе, а дочь киданьского хана Шен-цзуна была замужем за сына Юсуф Кадыр-хана — Чагры Тегина. Юсуф Кадыр-хану удалось одолеть Али Тегина и вынудить его оставить пределы Самарканда и Бухары. Имея в союзниках киданей и газневидов, Юсуф Кадыр-хану удалось обеспечить безопасность прохождения торговых путей на территории своего царства.
Владения Юсуф Кадыр-хана в год его смерти, последовавшей в 1031 или 1032 годах включали в себя кроме Восточного Туркестана, Семиречье и восточную часть Сыр-Дарьинской области с городами Талас (ныне Тараз) и Исфиджаб (ныне Сайрам), столицей его был город Кашгар. Восточный Туркестан и Семиречье достались его старшему сыну Сулейману Богра-тегину, принявшему титул Арслан-хана; в Таласе и Исфиджабе стал править второй сын —  Йиган-тегин Мухаммед Богра-хан.